# Jonathan Lessard
Jonathan Lessard (né le 22 février 1991 à Saint-Eustache, dans la province de Québec au Canada) est un joueur professionnel canadien de hockey sur glace.

## Carrière de joueur
Lors de sa deuxième saison avec les Vikings des Laurentides de la Ligue de hockey midget AAA, il dispute quelques matchs avec les Voltigeurs de Drummondville de la Ligue de hockey junior majeur du Québec.
Il évolue ensuite trois saisons avec le Titan d'Acadie-Bathurst, puis il passe la saison 2011-2012 dans l’uniforme du Drakkar de Baie-Comeau. Le 3 novembre, il écope d’une suspension de 15 matchs pour un coup de genou blessant à Nick Sorensen des Remparts de Québec le 28 octobre.
À l’automne 2012, il participe au camp d’entraînement des Bulls de San Francisco de l'ECHL, puis le 26 octobre, il signe un contrat à titre d’agent libre avec le Cool FM 103,5 de Saint-Georges de la Ligue nord-américaine de hockey. Le 7 décembre, il est échangé en compagnie de Maxime Renaud au Caron et Guay de Trois-Rivières.
Le 9 janvier 2013, il signe à nouveau un contrat avec les Bulls de San Francisco. Le 5 mars, il est échangé aux Grizzlies de l'Utah.
Le 20 septembre 2013 il signe un contrat avec les Americans d'Allen de la Ligue centrale de hockey.

## Statistiques
| Saison    | Équipe                          | Ligue        |    | Saison régulière | Saison régulière | Saison régulière | Saison régulière | Saison régulière |   | Séries éliminatoires | Séries éliminatoires | Séries éliminatoires | Séries éliminatoires | Séries éliminatoires |
| Saison    | Équipe                          | Ligue        | PJ | B                | A                | Pts              | Pun              | PJ               | B | A                    | Pts                  | Pun                  |                      |                      |
| 2006-2007 | Vikings des Laurentides         | Midget AAA   | 42 | 10               | 15               | 25               | 53               | 15               | 6 | 3                    | 9                    | 12                   |                      |                      |
| 2007-2008 | Vikings des Laurentides         | Midget AAA   | 45 | 28               | 26               | 54               | 48               | 4                | 1 | 1                    | 5                    | 4                    |                      |                      |
| 2007-2008 | Voltigeurs de Drummondville     | LHJMQ        | 6  | 1                | 1                | 2                | 2                | -                | - | -                    | -                    | -                    |                      |                      |
| 2008-2009 | Titan d'Acadie-Bathurst         | LHJMQ        | 68 | 14               | 16               | 30               | 55               | 5                | 0 | 1                    | 1                    | 14                   |                      |                      |
| 2009-2010 | Titan d'Acadie-Bathurst         | LHJMQ        | 68 | 36               | 28               | 64               | 62               | 5                | 3 | 4                    | 7                    | 8                    |                      |                      |
| 2010-2011 | Titan d'Acadie-Bathurst         | LHJMQ        | 62 | 37               | 29               | 66               | 70               | 4                | 0 | 2                    | 2                    | 0                    |                      |                      |
| 2011-2012 | Drakkar de Baie-Comeau          | LHJMQ        | 50 | 27               | 11               | 38               | 64               | 8                | 6 | 2                    | 8                    | 6                    |                      |                      |
| 2012-2013 | Cool FM 103,5 de Saint-Georges  | LNAH         | 11 | 0                | 3                | 3                | 4                | -                | - | -                    | -                    | -                    |                      |                      |
| 2012-2013 | Caron et Guay de Trois-Rivières | LNAH         | 5  | 0                | 0                | 0                | 2                | -                | - | -                    | -                    | -                    |                      |                      |
| 2012-2013 | Bulls de San Francisco          | ECHL         | 23 | 1                | 4                | 5                | 24               | -                | - | -                    | -                    | -                    |                      |                      |
| 2012-2013 | Grizzlies de l'Utah             | ECHL         | 8  | 0                | 2                | 2                | 2                | -                | - | -                    | -                    | -                    |                      |                      |
| 2013-2014 | Americans d'Allen               | LCH          | 62 | 28               | 29               | 57               | 104              | 17               | 9 | 6                    | 15                   | 14                   |                      |                      |
| 2014-2015 | Condors de Bakersfield          | ECHL         | 60 | 19               | 22               | 41               | 80               | -                | - | -                    | -                    | -                    |                      |                      |
| 2015-2016 | Admirals de Norfolk             | ECHL         | 51 | 14               | 11               | 25               | 75               | -                | - | -                    | -                    | -                    |                      |                      |
| 2016-2017 | Ducs d'Angers                   | Ligue Magnus | 40 | 14               | 14               | 28               | 44               | 6                | 4 | 5                    | 9                    | 2                    |                      |                      |
| 2017-2018 | Americans d'Allen               | ECHL         | 20 | 6                | 3                | 9                | 35               | -                | - | -                    | -                    | -                    |                      |                      |
| 2017-2018 | Boxers de Bordeaux              | Ligue Magnus | 19 | 8                | 7                | 15               | 41               | 10               | 5 | 4                    | 9                    | 10                   |                      |                      |
| 2018-2019 | Boxers de Bordeaux              | Ligue Magnus | 37 | 10               | 14               | 24               | 93               | 6                | 0 | 1                    | 1                    | 4                    |                      |                      |
| 2019-2020 | Boxers de Bordeaux              | Ligue Magnus | 37 | 10               | 10               | 20               | 68               | 4                | 0 | 1                    | 1                    | 14                   |                      |                      |
| 2020-2021 | Scorpions de Mulhouse           | Ligue Magnus | 20 | 5                | 7                | 12               | 49               | -                | - | -                    | -                    | -                    |                      |                      |
| 2021-2022 | Scorpions de Mulhouse           | Ligue Magnus | 28 | 5                | 6                | 11               | 34               | 6 rel            | 2 | 2                    | 4                    | 0                    |                      |                      |

## Trophées et honneurs personnels
- Ligue centrale de hockey
  - 2013-2014 : remporte la Coupe du Président Ray Miron avec les Americans d'Allen.